# Élise Bertrand
Pour les articles homonymes, voir Bertrand.
Pour la violoniste et compositrice française, voir Élise Bertrand (musicienne).
 (décembre 2014).
Si vous disposez d'ouvrages ou d'articles de référence ou si vous connaissez des sites web de qualité traitant du thème abordé ici, merci de compléter l'article en donnant les références utiles à sa vérifiabilité et en les liant à la section « Notes et références ».
Élise Bertrand est une actrice québécoise spécialisée dans le doublage née le 26 octobre 1946.
Elle est chaque année professeur pour la formation de doublage pour enfants au Conservatoire d'arts dramatique de Montréal.
Elle est la voix québécoise régulière d'Elizabeth Hurley, Patricia Clarkson, Michelle Pfeiffer, Marcia Gay Harden, Fiona Shaw, Demi Moore, Joan Cusack, Emma Thompson, Wendy Crewson, Famke Janssen, Milla Jovovich et Catherine Zeta-Jones dans les doublages canadiens.

## Doublage
La liste indique les titres québécois

### Cinéma

#### Longs métrages
- Emma Thompson dans (19 films) :
  - Les Vestiges du jour (1993) : Miss Kenton
  - Couleurs primaires (1998) : Susan Stanton
  - La Planète au trésor (2002) : Capitaine Amelia (voix)
  - Nanny McPhee (2005) : Nanny McPhee
  - La dernière chance d'Harvey (2008) : Kate Walker
  - Le Retour de Nounou McPhee (2010) : Nanny McPhee
  - Hommes en noir 3 (2012) : Agent O
  - Sublimes Créatures (2013) : Mme Lincoln et Sarafine Duchannes
  - Sauvons M. Banks (2013) : Pamela L. Travers
  - Effie Gray (2013) : Lady Eastlake
  - Brûlé : un chef sous pression (2015) : Dr Rosshilde
  - Promenons-nous dans les bois (2015) : Catherine Bryson
  - Le bébé de Bridget Jones (2016) : Dr Rawlings
  - Johnny English frappe à nouveau (2018) : la Première ministre britannique
  - Fin de soirée (2019) : Katherine Newbury
  - Hommes en noir: International (2019) : Agent O
  - Noël dernier (2019) : Petra
  - Dolittle (2020) : Polynesia le perroquet (voix)
  - Cruella (2021) : la baronne von Hellman

- Demi Moore dans (18 films) : 
  - Un détour en enfer (1991) : Diane Lighston
  - Des hommes d'honneur (1992) : JoAnne Galloway
  - Harcèlement (1994) : Meredith Johnson
  - La Lettre écarlate (1995) : Hester Pyrnne
  - Souvenirs d'un été (1995) : Samantha adulte
  - La Jurée (1996) : Annie Laird
  - Striptease (1996) : Erin Grant
  - À armes égales (1997) : Lieutenant Jordan O'Neil
  - Bobby (2007) : Virginia Fallon
  - Infaillible (2007) : Laura Queen
  - Mr. Brooks (2007) : Tracy Atwood
  - La Famille Jone§ (2009) : Kate
  - Marge de manœuvre (2011) : Sarah Robertson
  - LOL USA (2012) : Anne
  - Forsaken : Retour à Fowler City (2016) : Mary-Alice Watson
  - Dure soirée (2017) : Lea
  - Phénix (2020) : Piper Griffin
  - La Substance (2024) : Elisabeth Sparkle

- Milla Jovovich dans (16 films) : 
  - Le Maître du Kingdom Côme (2000) : Lucia
  - Zoolander (2001) : Katinka
  - Resident Evil: Les Créatures maléfiques (2002) : Alice
  - Fausse route (2002) : Erin
  - Resident Evil: L'apocalypse (2004) : Alice
  - Ultraviolette (2006) : Violet
  - Resident Evil: L'extinction (2007) : Alice
  - Un paradis d'enfer (2009) : Cydney Anderson
  - Le Quatrième Type (2010) : Abigail Tyler
  - Resident Evil: L'au-delà (2010) : Alice
  - Stone (2010) : Lucetta
  -  Resident Evil: Le Châtiment (2012) : Alice
  - Survivor (2015) : Kate Abbott
  - Resident Evil: L'ultime chapitre (2016) : Alice
  - Hellboy (2019) : Vivian Nimue
  - Monster Hunter (2020) : capitaine Natalie Artemis

- Marcia Gay Harden dans (15 films) : 
  - Loin des yeux, près du cœur (1994) : Cynthia
  - Les Pionniers de l'espace (2000) : Sara Holland
  - Bienvenue à Mooseport (2004) : Grace Sutherland
  - American Dreamz (2006) : La Première Dame, Linda Sutton
  - La Fraude (2006) : Edith Irving
  - Vers l'inconnu (2007) : Billie McCandless
  - Les Rails du Destin (2007) : Megan Stark
  - Brume (2007) : Mme Carmody
  - Ça roule ! (2009) : Brooke Cavendar
  - Le vol de la Maiden Heist (2009) : Rose Barlow
  - Parkland (2013) : Doris Nelson
  - Cinquante nuances de Grey (2015) : Grace Trevelyan Grey
  - Au boulot ! (en) (2016) : Katherine Dunn
  - Cinquante nuances plus sombres (2017) : Grace Trevelyan Grey
  - Cinquante nuances plus claires (2018) : Grace Trevelyan Grey

- Patricia Clarkson dans (15 films) : 
  - La Promesse (2001) : Margaret Lansen
  - Le confort des objets (2001) : Annette Jennings
  - Loin du paradis (2002) : Eleanor Fine
  - Miracle (2004) : Patty Brooks
  - Bonsoir et Bonne Chance (2005) : Shriley Whesba
  - Lars et l'amour en boîte (2007) : Dagmar
  - Souvenirs du Caire (2009) : Juliette Grant
  - Tout pour un A (2010) :  Rosemary Penderghast
  - Un jour (2011) : Alison
  - Amis modernes (2011) : Lorna
  - L'Épreuve : Le Labyrinthe (2014) : Ava Paige
  - Orage d'automne (2014) : Helen Matthews
  - L'Épreuve : La Terre brûlée (2015) : Ava Paige
  - L'Épreuve : Le Remède mortel (2018) : Ava Paige
  - Delirium (2018) : Brody

- Michelle Pfeiffer dans (14 films) : 
  - Le Retour de Batman (1992) : Selina Kyle / Catwoman
  - Je suis Sam (2001) : Rita Harrison
  - Laurier blanc (2002) : Ingrid Magnussen
  - Hairspray (2007) : Velma von Tussle
  - Stardust, le mystère de l'étoile (2007) : Lamia
  - Amour sous influence (2009) : Linda
  - La Veille du Nouvel An (2011) : Ingrid
  - Ombres et Ténèbres (2012) : Elizabeth Collins Stoddard
  - Des gens comme nous (2013) : Lillian
  - La Famille : Maggie Manzoni
  - Le Crime de l'Orient-Express Madame Harriet Hubbard
  - Ant-Man et la Guêpe (2018) : Dr Janet van Dyne
  - Maléfique : Maîtresse du mal (2019) : Reine Ingrith
  - Sortie côté tour (2020) : Frances Price

- Joan Cusack dans (11 films) : 
  - Trop, c'est trop (1995) : Gloria
  - Le pot aux roses (1997) : Emily Montgomery
  - La mariée est en fuite (1999) : Peggy Fleming
  - L'École du rock (2003) : Rosalie Mullins
  - Tante Helen (2004) : Jenny Portman
  - Une princesse sur la glace (2005) : Joan Carlyle
  - Assassins, Inc (2008) : Marsha Dillon
  - Les aventures de Kit Kittredge (2008) : Miss Lucinda Bond
  - Confessions d'une accro du shopping (2009) : Jane Bloomwood
  - Ma vie pour la tienne (2009) :  juge De Salvo
  - Une famille immédiate (2018) : Madame Howard

- Famke Janssen dans (10 films) :
  - Pères et fils (1992) : Kyle Christian
  - Dernier tour de table (1998) : Petra
  - La Maison de la colline hantée (1999) : Evelyn Stockard-Pryce
  - Le match (2001) : Jessica
  - Ne dites rien (2001) : Aggie Conrad
  - Thérapie pour mon psy (2009) : Mrs Squires
  - Hemlock Grove (série télévisée) (2013) : Olivia Godfrey
  - L'Enlèvement 3 (2015) : Lenore
  - Enquête sous haute tension (2019) : Jayne Hunt
  - En cage (2019) : Dr Ellen Taylor

- Fiona Shaw dans (10 films) :
  - Harry Potter à l'école des sorciers (2001) : Pétunia Dursley
  - Harry Potter et la Chambre des secrets (2002) : Pétunia Dursley
  - Harry Potter et le Prisonnier d'Azkaban (2004) : Pétunia Dursley
  - Le Dahlia noir (2006) : Ramona Linscott
  - Fracture (2007) : juge Robinson
  - Harry Potter et l'Ordre du Phénix (2007) : Pétunia Dursley
  - L'Arbre de la vie (2011) : la grand-mère
  - Lizzie (2018) : Abby Borden
  - Colette (2018) : Sido
  - Ammonite (2020) : Elizabeth Philpot

- Wendy Crewson dans (9 films) :
  - Folks! (1992) : Audrey Aldrich
  - Sur les traces du Père Noël (1994) : Laura Calvin Miller
  - Sur les traces du Père Noël 2 (2002) : Laura Calvin Miller
  - Loin d'elle (2006) : Madeleine
  - Sur les traces du Père Noël 3 : La Clause Force Majeure (2006) : Laura Calvin Miller
  - Secrets d'été (2006) : Mary Bloom
  - Winnie (2011) : Mary Botha
  - Room : Le Monde de Jack (2015) : la journaliste
  - Fini de jouer (2020) : Madame Applebaum

- Catherine Zeta-Jones dans (9 films) : 
  - Traquenard (1999) : Virginia Baker
  - Chicago (2002) : Velma Kelly (voix parlée)
  - Le Retour de Danny Ocean (2004) : Isabel Lahiri
  - Table pour trois (2007) : Kate Armstrong
  - L'Ère du rock (2012) : Patricia Whitmore
  - L'Amour en jeu (2012) : Denise
  - Emprise sur la ville (2012) : Cathleen Hostleter
  - Effets secondaires (2013) Dr Victoria Seibert
  - Red 2 (2013) : Katya Petrokovich

- Natasha Richardson dans (7 films) :
  - Nell (1994) : Dr Paula Olsen
  - L'Attrape Parents (1998) : Elizabeth « Lizzie » James
  - Coup de peigne (2001) : Shelley Allen
  - Escapade à Reno (2002) : Darlene Dodd
  - Romance à Manhattan (2002) : Caroline Lane
  - L'Asile (2006) : Stella Raphael
  - Crépuscule (2007) : Constance Lord

- Elizabeth Hurley dans (7 films) : 
  - Zone dangereuse (1997) : Karen
  - Austin Powers (1997) : Vanessa Kensington
  - Jerry Stahl l’Incorrigible (1998) : Sandra
  - Mon Martien favori (1999) : Brace Channing
  - Austin Powers : Agent Secret 00 Sexe (1999) : Vanessa Kensington
  - Diaboliquement Vôtre (2000) : le Diable
  - Au service de Sara (2002) : Sara Moore

- Diane Lane dans (6 films) :
  - Juge Dredd (1995) : le Juge Barbara Hershey
  - La Gâchette en tête (1996) : Grace Everly
  - Meurtre au 1600 (1997) : Nina Chance
  - Pleine Lune à Woodstock (1999) : Pearl Kantrowitz
  - Mon chien Skip (2000) : Ellen Morris
  - Secretariat (2010) : Penny Chenery

- Catherine O'Hara dans (6 films) :
  - Le clou du spectacle (2000) : Cookie Fleck
  - Orange County (2002) : Cindy Beugler
  - Les Grandes Retrouvailles (2003) : Mickey Crabbe
  - Pénélope (2008) : Jessica Wilhern
  - Ailleurs nous irons (2009) : Gloria Farlander
  - Tuer pour aimer (2010) : Mme Kornfeldt

- Amy Yasbeck dans (5 films) :
  - Une jolie femme (1990) : Elizabeth Stuckey
  - Le Petit Monstre (1990) : Flo Healy
  - Le Petit Monstre 2 (1991) : Annie Young
  - Robin des Bois : Héros en collants (1993) : Lady Marianne
  - Le Masque (1994) : Peggy Brandt

- Miranda Richardson dans :
  - Sleepy Hollow (1999) : Lady Mary Van Tassel
  - La Loi du Milieu (2000) : Gloria
  - La révolte des anges (2003) : Mary Field
  - Le Frère Noël (2007) : Annette Noël
  - Debout (2017) : Patty Bauman

- Nora Dunn dans (5 films) :
  - Trois Rois (1999) : Adriana Cruz
  - Les Enjôleuses (2001) : Mlle Madress
  - Le pire qu'il pourrait arriver... (2001) : Lutetia Fairbanks
  - Le Maître du jeu (2003) : Stella Hulic
  - La Force de l'attraction (2004) : Juge Abramovitz

- Bebe Neuwirth dans :
  - L'Associé (1996) : Camille Scott
  - Les Ensaignants (1998) : la principale Valerie Drake
  - Souvenirs de Liberty Heights (1999) : Ada Kurtzman
  - Comment perdre son mec en dix jours (2003) : Lana Jong

- Andie MacDowell dans :
  - Multiplicité (1996) : Laura Kinney
  - La Ronde des cocus (2001) : Eugenie Claybourne
  - Magic Mike XXL (2015) : Nancy
  - Seuls les braves (2017) : Marvel Steinbrick

- Christine Baranski dans :
  - Drôle de couple 2 (1998) : Thelma
  - Mamma Mia! le film (2008) : Tanya Chesham-Leigh
  - Les mères indignes se tapent Noël (2017) : Ruth
  - Mamma Mia! C'est reparti (2018) : Tanya Chesham-Leigh

- Molly Shannon dans :
  - Osmosis Jones (2001) : Mme Boyd
  - Heureux hasard (2001) : Eve
  - La Fille de mon patron (2003) : Audrey Bennett
  - Evan le Tout-Puissant (2007) : Eve Adams

- Madeleine Stowe dans :
  - 12 Singes (1995) : le docteur Kathryn Railly
  - La Fille du général (1999) : Sarah Sunhill
  - Nous étions soldats (2002) : Julia Compton Moore

- Minnie Driver dans :
  - La Correction (1996) : Carol Martinez
  - Le Tueur de Grosse Pointe (1997) : Debi Newberry
  - Alerte météo (1998) : Karen

- Beverly D'Angelo dans :
  - Génération X-trême (1998) : Doris Vinyard
  - Face à la musique (1999) : Jane
  - Bonjour les vacances (2015) : Ellen Griswold

- Judith Hoag dans :
  - Les Tortues Ninja (1990) : April O'Neil
  - Numéro Quatre (2011) : la mère de Sarah

- Lolita Davidovich dans :
  - JFK (1991) : Beverly Oliver
  - Plus jeune que jamais (1993) : Penny

- Halle Berry dans :
  - Le Dernier Boy-Scout (1991) : Cory
  - Décision au sommet (1996) : Jean

- Carrie Fisher dans :
  - Fais de l'air Fred (1991) : Janie
  - Serment Mortel (2009) : Mme Crenshaw

- Mary Steenburgen dans :
  - Philadelphie (1993) : Belinda Conine
  - L'Enfant du tonnerre (1995) : Jessie Caldwell

- Gillian Barber dans :
  - L'Inconnu de Castle Rock (1993) : Myrtle Keeton
  - Jumanji (1995) : Mme Thomas

- Julianne Moore dans :
  - Le Fugitif (1993) : le docteur Anne Eastman
  - Nœuds et dénouements (2001) : Wavey Prowse

- Karen Allen dans :
  - Petit Champ (1993) : Mom
  - Indiana Jones et le Royaume du crâne de cristal (2008) : Marion Ravenwood
  - Indiana Jones et le Cadran de la destinée (2023) : Marion Ravenwood

- Diana Kent (en) dans :
  - Créatures célestes (1994) : Hilda Hulme
  - Comment perdre ses amis et se mettre tout le monde à dos (2008) : Rachel Petkoff

- Mare Winningham dans :
  - Wyatt Earp (1994) : Mattie Blaylock
  - Frères (2009) : Elsie Cahill

- Talisa Soto dans :
  - Kombat mortel (1995) : la princesse Kitana
  - Mortal Kombat 2 - L'anéantissement (1997) : Kitana

- Juliet Stevenson dans :
  - Emma (1996) : Mlle Elton
  - Nicholas Nickleby (2002) : Mme Squeers

- Joanne Whalley dans :
  - L'agent fait l'idiot (1997) : Lori
  - Twixt (2011) : Denise

- Marg Helgenberger dans :
  - Espèces II (1998) : Laura Baker
  - En bonne compagnie (2004) : Ann Foreman

- Jennifer Esposito dans :
  - L'Autre Pacte du silence (1998) : Nancy
  - Dracula 2000 (2000) : Solina

- Kristen Wilson dans :
  - Docteur Dolittle (1998) : Lisa Dolittle
  - Docteur Dolittle 2 (2001) : Lisa Dolittle

- Mary Elizabeth Mastrantonio dans :
  - My Life So Far (1999) : Moira
  - La tempête (2000) : Linda Greenlaw

- Pernilla August dans :
  - Star Wars, épisode I : La Menace fantôme (1999) : Shmi Skywalker
  - Star Wars, épisode II : L'Attaque des clones (2002) : Shmi Skywalker

- Laura Dern dans :
  - Novocaïne sur les dents (2001) : Jean Noble
  - Cœurs perdus (2006) : Rene

- Julie Walters dans :
  - Le calendrier des Girls (2003) : Annie
  - Wah-Wah (2005) : Gwen Traherne

- Mimi Kuzyk dans :
  - La tache (2003) : Delphine Roux
  - Les Douze Coups de minuit (2015) : Bella

- Donna Murphy dans :
  - Spider-Man 2 (2004) : Rosalie Octavius
  - Le Journal d'une nanny (2008) : Judy Braddock

- Tasha Smith dans :
  - Le Retour du nouveau voisin (2004) : Jules « Julir » Figueroa
  - Le Quart-arrière (2008) : Claire Plummer

- Sarah Parish dans :
  - Un homme à tout prix (2005) : TJ
  - Les Vacances (2006) : Hannah

- Megan Mullally dans :
  - Rebond (2005) : le proviseur Walsh
  - Alexandre et sa journée épouvantablement terrible, horrible et affreuse (2014) : Nina

- Catherine Tate dans :
  - Question à 10 (2006) : Julie Jackson
  - Monte Carlo (2011) : Alicia Winthrop-Scott

- Andrea Martin dans :
  - Noël Noir (2006) : Barbara 'Mme. Mac' MacHenry
  - Le Mariage de l'année 2 (2016) : Tante Voula

- Jennifer Coolidge dans :
  - Film épique (2007) : la Blanche Pute
  - La Guerre des Broncos (2010) : Judith

- Frances Conroy dans :
  - Quand arrive l'amour (2009) : la mère d'Éloïse
  - Joker (2019) : Penny Fleck

- Geraldine James dans :
  - Alice au pays des merveilles (2010) : Lady Ascot
  - Downton Abbey (2019) : la reine Mary

- Elaine Hendrix dans :
  - Le Chihuahua de Beverly Hills 2 (2011) : Colleen Mansfield
  - Le Chihuahua de Beverly Hills 3 (2012) : Colleen Mansfield

- 1983 : Le Feu de la danse : Jeanie Szabo (Sunny Johnson)
- 1987 : Mio au royaume de nulle part : la tisserande (Susannah York)
- 1988 : Confessions nocturnes : Ellen (Ellen Greene)
- 1989 : Batman : Alicia Hunt (Jerry Hall)
- 1989 : L'Espoir aux trousses : la journaliste (Adrianna Biedrzynska)
- 1990 : Le Bûcher des vanités : Maria Ruskin (Melanie Griffith)
- 1990 : Ultime Vengeance : Andrea Stewart (Kelly LeBrock)
- 1990 : La Recrue : Sarah (Lara Flynn Boyle)
- 1990 : Le Bal de l'horreur 3 : Dernier baiser avant l'enfer : Mary Lou Maloney (Courtney Taylor)
- 1991 : Oscar : Lisa Provolone (Marisa Tomei)
- 1991 : Teenage Mutant Ninja Turtles 2: La Solution Secrète : April O'Neil (Paige Turco)
- 1991 : Justice sauvage : Pattie Madano (Gina Gershon)
- 1991 : Doc Hollywood : Nancy Lee Nicholson (Bridget Fonda)
- 1992 : Le Sang des Innocents : Marie (Anne Parillaud)
- 1992 : Les somnambules : Laurie Travis (Cynthia Garris)
- 1992 : Le Cobaye : Caroline Angelo (Colleen Coffey)
- 1992 : Freejack : Julie Redlund (Rene Russo)
- 1992 : Baisers mortels à Palm Beach : Morgan Cassidy (Michelle Joyner)
- 1992 : Kuffs : Nikki Allyn (Mary Ellen Trainor)
- 1992 : Restez à l'écoute : Helen Knable (Pam Dawber)
- 1992 : La bombe est compté en vous : Terry O'Neill (Lisa Eilbacher)
- 1992 : L'Agent Double : Betty (Victoria Dillard)
- 1993 : Malice : l'infirmière Tanya (Debrah Farentino)
- 1993 : Le Ciel et la Terre : Madame Lien (Vivian Wu)
- 1993 : Le meilleur ami de l'homme : Lori Tanner (Ally Sheedy)
- 1994 : La couleur de la nuit : Sondra (Lesley Ann Warren)
- 1994 : Le Bagarreur de rue : Chun-Li Zhang (Ming-Na)
- 1994 : Vrai Mensonge : Juno Skinner (Tia Carrere)
- 1994 : Les yeux de braise : la mère d'Emma (Marilyn Dodds Frank)
- 1994 : Chérie, vote pour moi : Annette (Bonnie Bedelia)
- 1994 : L'Irrésistible North : la mère de North (Julia Louis-Dreyfus)
- 1994 : André, mon meilleur copain : Thalice Whitney (Chelsea Field)
- 1994 : Ace Ventura mène l'enquête : Commissaire Loïs Einhorn / Ray Finkle (Sean Young)
- 1994 : L'été de mes onze ans... la suite : Rose Zsigmond (Christine Ebersole)
- 1994 : En avant, les recrues ! : Sergent Ladd (Lynn Whitfield)
- 1995 : Batman à jamais : Dr Chase Meridian (Nicole Kidman)
- 1995 : Tension : Charlene Shiherlis (Ashley Judd)
- 1995 : Marche ou crève : Vengeance définitive : la détective Connie Kowalski (Colleen Camp)
- 1995 : Meurtre avec préméditation : Blanche Hooker (Kyra Sedgwick)
- 1995 : Mentalité dangereuse : Callie Roberts (Bruklin Harris)
- 1995 : Johnny Mnemonic : Jane (Dina Meyer)
- 1995 : Richard III : Lady Anne Neville (Kristin Scott Thomas)
- 1995 : Quand la nuit tombe : Tory (Tracy Wright)
- 1995 : Accès: Interdit : Angela Bennett / Ruth Marx (Sandra Bullock)
- 1995 : Express en péril : Kelly, la barmaid (Sandra Taylor)
- 1995 : L'Opus de M. Holland : Sarah Olmstead (Alexandra Boyd)
- 1996 : Le Masque noir : Yuek-Lan (Françoise Yip)
- 1996 : Rançon : agent Kimba Welch (Nancy Ticotin)
- 1996 : Retour au bercail 2 : Perdus à San Francisco : Delilah (Carla Gugino) (voix)
- 1996 : Minnesota Blues : Rhonda (Courtney Love)
- 1996 : Liens d'acier : Cindy Henderson (Brittney Powell)
- 1996 : L'Agent secret se découvre : Victoria Dahl / Barbara Dahl (Stephanie Romanov)
- 1996 : Bio-Dome : Mimi Simkins (Dara Tomanovich)
- 1996 : Une folle équipée : Mrs. Miller (Stellina Rusich)
- 1997 : Batman et Robin : Dre Pamela Isley / Poison Ivy (Uma Thurman)
- 1997 : Le Mariage de mon meilleur ami : Isabelle Wallace (Susan Sullivan)
- 1997 : Mon ami Willy 3 : Le Sauvetage : Drew Halbert (Annie Corley)
- 1997 : Spawn : Jessica Priest (Melinda Clarke)
- 1998 : Armageddon : Jennifer Watts (Jessica Steen)
- 1998 : Ennemi de l'État : Jenny (Donna W. Scott)
- 1998 : Le Siège : Tina Osu (Lianna Pai)
- 1998 : Casper et Wendy : Fanny, la troisième tante (Teri Garr)
- 1998 : Fausses accusations : Cass Lake (Melinda McGraw)
- 1998 : Fantômes : Jennifer Pailey (Joanna Going)
- 1998 : Éveil à la vie : Mme Beal (Dana Delany)
- 1999 : Dogma : Liz (Janeane Garofalo)
- 1999 : Le Célibataire : Buckley Hale-Windsor (Brooke Shields)
- 1999 : Le Puissant Joe Young : Jill Young (Charlize Theron)
- 2000 : Destination ultime : Valérie Lewton (Kristen Cloke)
- 2000 : Preuve de Vie : Janis Goodman (Pamela Reed)
- 2000 : 2001: Une parodie de l'espace : Dr Uschi Künstler (Alexandra Kamp)
- 2000 : Docteur T et les Femmes : Carolyn (Shelley Long)
- 2000 : La Fille de mes rêves : Judy Connelly (Lucie Arnaz)
- 2001 : Le Journal d'une princesse : Mlle Harbula (Mindy Burbano)
- 2001 : Film de peur 2 : Mrs Voorhees (Veronica Cartwright)
- 2001 : Bandits : Cloe Miller (Stacey Travis)
- 2001 : Le Don : Linda (Kim Dickens)
- 2001 : 15 Minutes : Nicolette Karas (Melina Kanakaredes)
- 2001 : Tobby 4 : Le Frappeur étoile : Coach Crenshaw (Molly Hagan)
- 2001 : Lantana : Sonja Zat (Kerry Armstrong)
- 2001 : Les yeux d'un ange : Josephine Pogue (Sonia Braga)
- 2001 : Course folle : Vicky (Brandy Ledford)
- 2002 : Bollywood Hollywood : Lucy (Leesa Gaspari)
- 2003 : Ma vie sans moi : la mère d'Anne (Deborah Harry)
- 2003 : L'Agent Cody Banks : Veronica Miles (Angie Harmon)
- 2003 : Un moine à toute épreuve : Nina (Victoria Smurfit)
- 2003 : Un vendredi dingue, dingue, dingue : Dottie Robertson (Dina Waters)
- 2003 : La Prisonnière du lac : Kate (Meredith Baxter)
- 2003 : Intermède : Noeleen (Deirdre O'Kane)
- 2004 : Quel délire, Pete Tong ! : Penelope Garcia (Beatriz Batarda)
- 2004 : Le petit carnet noir : Mère (Sharon Lawrence)
- 2004 : Escapade à New York : Ma Bang (Alannah Ong)
- 2004 : Bobby Darin : Mary Duvan (Greta Scacchi)
- 2004 : Le Prince et Moi : Amy Morgan (Alberta Watson)
- 2004 : L'Amour en Question : Penelope (Helen Slater)
- 2005 : L'Assaut du poste 13 : Iris Ferry (Drea de Matteo)
- 2005 : Le Pacificateur : Julie Plummer (Faith Ford)
- 2005 : Orgueil et Préjugés : Mrs Bennet (Brenda Blethyn)
- 2005 : Le Boss : Susan (Gigi Rice)
- 2005 : Casanova : Andrea (Lena Olin)
- 2006 : Traqué : Divina (Idalis DeLeon)
- 2006 : Déjà vu : Shanti (Erika Alexander)
- 2006 : Le Coupe-feu : Beth Stanfield (Virginia Madsen)
- 2006 : John Tucker doit mourir : Lori (Jenny McCarthy)
- 2006 : Huit en dessous : Docteur Rosemary Paris (Belinda Metz)
- 2006 : Karla : Molly Czehowicz (Tess Harper)
- 2007 : Le Pont de Térabithia : Mme Myers (Jen Wolfe)
- 2007 : Parfait inconnu : Esmeralda (Patti D'Arbanville)
- 2007 : Mariage 101 : Mme Jones (Roxanne Hart)
- 2007 : Je sais qui m'a tuée : Teena (Bonnie Aarons)
- 2007 : TMNT : Les Tortues Ninja : April O'Neil (Sarah Michelle Gellar)
- 2007 : Condamnés : Donna Sereno (Angie Milliken)
- 2008 : Deux Sœurs pour un roi : Catherine d'Aragon (Ana Torrent)
- 2008 : Las Vegas 21 : Ellen Campbell (Helen Carey)
- 2008 : La Cité de l'ombre : Clary (Marianne Jean-Baptiste)
- 2008 : Sept Vies : Dr Breyer (Gina Hecht)
- 2008 : Adoration : Sabine (Arsinée Khanjian)
- 2008 : Miracle à St-Anna : Renata (Valentina Cervi)
- 2009 : La Course vers la montagne ensorcelée : Tina (Kim Richards)
- 2009 : Sherlock Holmes : la bohémienne (Bronagh Gallagher)
- 2009 : Des Extraterrestres dans le grenier : Nina Pearson (Gillian Vigman)
- 2009 : L'Éveil d'un champion : Mme Smith (Catherine Dyer (en))
- 2010 : My Name Is Khan : Razia Khan (Zarina Wahab)
- 2010 : L'Apprenti sorcier : Morgane (Alice Krige)
- 2010 : Grandes Personnes : Mama Ronzoni (Ebony Jo-Ann)
- 2010 : Flipped : Mme McClure (Patricia Lentz)
- 2011 : Le Dilemme : Diane Popovich (Amy Morton)
- 2011 : Rhum express : Madame Zimburger (Karen Austin)
- 2011 : Killing Fields : Gwen Heigh (Annabeth Gish)
- 2011 : Sacrifice : Jade (Lara Daans)
- 2011 : La Voix du futur : Joanne (Kandice Stroh)
- 2012 : Surveillance parentale : Dr Schveer (Rhoda Griffis)
- 2013 : La Malédiction de Chucky : Sarah Pierce (Chantal Quesnelle)
- 2013 : Kick-Ass 2 : Katarina Dombrovski / Mother Russia (Olga Kurkulina)
- 2013 : Rédemption : Mère Suprême (Ger Ryan)
- 2014 : Broadway Therapy : Judy (Illeana Douglas)
- 2014 : Les Apparences : Ellen Abbott (Missi Pyle)
- 2014 : Ouija : Paulina Zander (Lin Shaye)
- 2015 : Crimson Peak : Mme McMichael (Leslie Hope)
- 2015 : Le Stagiaire : Doris (Celia Weston)
- 2015 : Spécialité : Crises : Nell Talby (Ann Dowd)
- 2015 : Rider : Dr Stephanie Novella (Sara Botsford)
- 2016 : Le Bon Gros Géant : la reine Élisabeth II (Penelope Wilton)
- 2016 : Florence Foster Jenkins : Florence Foster Jenkins (Meryl Streep)
- 2016 : Opération Anthropoid : Marie Moravek (Alena Mihulová)
- 2017 : La Guerre de la planète des singes : Maurice (Karin Konoval)
- 2017 : Le Fil caché : Biddy (Sue Clark)
- 2019 : Arnaque en talons : Mama (Mercedes Ruehl)
- 2019 : Prêt pas prêt : Helene Le Domas (Nicky Guadagni)
- 2020 : Tenet : Priya Singh (Dimple Kapadia)
- 2020 : Percy : Louise Schmeiser (Roberta Maxwell)
- 2021 : Le Mauritanien : Nancy Hollander (Jodie Foster)
- 2021 : Scandale en Direct : Leah Norton (Bridget Everett)
- 2021 : Le Dernier Duel : Nicole de Buchard (Harriet Walter)
- 2021 : Une dernière nuit à Soho : Alexandra Collins (Diana Rigg)
- 2021 : West Side Story : Valentina (Rita Moreno)
- 2021 : Malfaisant : Dr Florence Weaver (Jacqueline McKenzie)

#### Films d'animation
- 1987 : Le Pacha à Beverly Hills : Kitty Glitter
- 1994 : Poucelina : Mme Crapaud
- 1996 : James et la Pêche géante : Mme l'Araignée
- 1997 : Anastasia : Sophie
- 1997 : Hercule : Héra
- 1997 : La Belle et la Bête : Un Noël enchanté : Angélique
- 1997 : Les Chats ne dansent pas : Sawyer
- 1998 : Une vie de bestiole : Rosie
- 1998 : Scooby-Doo sur l'île aux zombies : Chris
- 1998 : Rudolph, le petit renne au nez rouge : Le Film : la mère de Zoé / Radieuse / voix additionnelles
- 1998 : Nuit de paix avec Buster et Chauncey : Comtesse de Gretchen
- 1999 : South Park, le film : Sharon Marsh / Brooke Shields
- 2000 : Titan après la Terre : la reine Drej
- 2001 : La Belle et le Clochard 2 : L'Aventure de Scamp : Ruby
- 2002 : La Planète au trésor : Capitaine Amélia
- 2002 : Cendrillon 2 : La Magie des rêves : Lady Trémaine
- 2002 : Le film des Supers Nanas : Sara Bellum
- 2003 : Les 101 Dalmatiens 2 : L'aventure londonienne de Patch : Cruella d'Enfer
- 2006 : Georges le petit curieux : Mme Plushbottom
- 2006 : Au royaume désenchanté : la mère-fée
- 2007 : Cendrillon 3 : Les Hasards du temps : la Marâtre
- 2008 : Volt : la mère de Penny
- 2008 : Le Conte de Despereaux : Antoinette
- 2009 : Monstres contre Extraterrestres : Wendy Murphy
- 2009 : Coraline : Mme Lovat
- 2011 : Le Retour du petit chaperon Rouge : La contre-attaque : Verushka Van Vine
- 2011 : La Nuit des carottes vivantes : Wendy Murphy
- 2012 : Hôtel Transylvanie : Eunice
- 2012 : ParaNorman : le shérif Hooper
- 2015 : Hôtel Transylvanie 2 : Eunice
- 2016 : Les Trolls : Chef
- 2017 : Coco : Máma Imelda
- 2017 : Le Bébé Boss : Bébé Boss Bouffi
- 2018 : Hôtel Transylvanie 3 : Les Vacances d'été : Eunice
- 2018 : Dr. Seuss : Le Grincheux : Marge
- 2018 : Ralph brise l'Internet : Ebay Elaine
- 2019 : Le Chaînon Manquant : Dora l'Ancienne
- 2020 : Âme : Melba
- 2022 : Alerte rouge : Tatie Chen

### Télévision

#### Téléfilms
- Wendy Crewson dans :
  - Spenser: Le Piège (1995) : Susan Silverman
  - Le Long combat de Jane Doe (2002) : Jane Doe

- 1985 : Anne… la maison aux pignons verts : Jane Andrews (Trish Nettleton)
- 1993 : Les Soldats de l'espérance : Dr Betsy Reisz (Anjelica Huston)
- 2005 : Mission souterraine : Marsha Crawford (Mimi Kuzyk)

#### Séries télévisées
- Mimi Kuzyk dans :
  - En quête de preuves (2002-2005) : Kay Barrow
  - Sophie (2008-2009) : Judith Parker

- Miranda Richardson dans :
  - Finies les parades (2013) : Mme Wannop
  - Un monde sans fin (2013) : Mère Cécilia

- 1990-1994 : Salle des nouvelles : Bobbi Katz (Mary Beth Rubens)
- 1993-2001 : Les Chroniques de San Francisco : Frannie Halcyon (Nina Foch puis Diana Leblanc)
- 1997-2006 : Le Monde de Loonette : Fuzzy (?) (voix)
- 1999-2001 : Amandine Malabul : Mlle Arebours (Kate Duchêne)
- 2000-2001 : Psi Factor, chroniques de l'étrange : Dana Praeger (Heather Bertram)
- 2001-2009 : Barney et ses amis : Rosie (Bonnie Hunt) (voix)
- 2004-2009 : Les Sœurs McLeod : Meg Fountain (Sonia Todd)
- 2005-2008 : Ma vie de star : Victoria Harrison (Jane Sowerby)
- 2006-2009 : Bienvenue à Paradise Falls : Yvonne Bernini (Chantal Quesnel)
- 2011-2013 : Fitz : Babs Dalton (Phyllis Ellis)
- 2013-2014 : L'orange lui va si bien : Miss Claudette Pelage (Michelle Hurst) / Blanca Flores (Laura Gómez)
- 2014-2015 : Hemlock Grove : Olivia Godfrey (Famke Janssen)
- 2015-2016 : Retour à Cedar Cove : Olivia Lockhart (Andie MacDowell)
- 2018-2020 : Les Foster : Dana Adams (Lorraine Toussaint)

#### Séries télévisées d'animation
- 1990 : Les Oursons volants : Ourou
- 1992-1997 : Rupert : Mme Ours
- 2000-2001 : Pourquoi pas Mimi ? : Mme Duzèle
- 2001-2004 : Sourire d'enfer : Hélène Spitz
- 2001-2007 : Sacré Andy ! : Frieda Larkin
- 2004-2005 : Les Décalés du cosmos : Sixe
- 2005-2008 : Classe des Titans : la grand-mère de Harry
- 2005-2011 : Carl au carré : Dr Janette
- 2011-2013 : Super Académie : Maxum Maman
- 2015-2017 : Ella l'éléphant : Mère
- 2024 : Batman, le justicier masqué : Oswalda Cobblepot / Pingouin